# Charles M. Reigeluth
Charles Morgan Reigeluth (geb. 31. Dezember 1946) ist ein Bildungsforscher aus den USA, dessen Forschungsschwerpunkt auf Theorien zum Instruktionsdesign liegt.

## Werdegang
Reigeluth schloss im Jahre 1969 sein Studium der Wirtschaftswissenschaften an der Harvard University ab, mit einem Bachelor of Arts (cum laude). Danach arbeitete er als Lehrer an einer Highschool und unterrichtete die Fächer Wirtschaft und Naturwissenschaften. Im Jahre 1977 promovierte Reigeluth (Ph.D.) an der Brigham Young University mit einer Arbeit in Lernpsychologie (Instructional Psychology). Danach arbeitete er als wissenschaftlicher Mitarbeiter an der Brigham Young University, bis er 1979 eine Assistenzprofessur an der Syracuse University erhielt. Ab 1982 war Reigeluth ordentlicher Professor an der Syracuse University. Im Jahre 1988 wechselte er als Professor an die Indiana University Bloomington und wurde dort 2013 emeritiert.

„Due to frustration with my own schooling, I decided when I was 16 years old to devote my career to helping make education a lot more motivating, effective, and efficient. So I became a high school teacher for a while and then a university researcher.
Weil ich frustriert war mit meinen eigenen Schulerfahrungen entschied ich, im Alter von 16 Jahren, meine Karriere dem Ziel zu widmen, die Bildung motivierender, effektiver und effizienter zu machen. So wurde ich kurzzeitig Lehrer an einer Highschool und später Forscher an der Universität.“

## Veröffentlichungen (Auswahl)
- Instructional Design Theories and Models:

- Volume I, An overview of their current status. Hillsdale, N.J.: Lawrence Erlbaum Associates 1983, ISBN 0-89859-275-5
- Volume II, A new paradigm of instructional theory. Mahwah, N.J.: Lawrence Erlbaum Associates 1999, ISBN 0-8058-2859-1
- Volume III, Building a common knowledge base. New York: Routledge 2009, ISBN 0-8058-6456-3

- Extended Task Analysis Procedure: User's Manual. Lanham, MD: University Press of America 1984, ISBN 0-8191-4204-2
- Instructional Theories in Action: Lessons illustrating selected theories and models. Hillsdale, N.J.: L. Erlbaum Associates 1987, ISBN 0-89859-825-7
- Instructional Design Strategies and Tactics. Englewood Cliffs, NJ: Educational Technology Publications 1992, ISBN 0-87778-240-7
- Comprehensive Systems Design: A New Educational Technology. New York: Springer 1993, ISBN 0-387-56677-5
- Systemic Change in Education. Englewood Cliffs, NJ: Educational Technology Publications 1994, ISBN 0-87778-271-7
- Systemic Restructuring in Education: A Selected Bibliography. Englewood Cliffs, NJ: Educational Technology Publications 1996
- Reinventing Schools: It's Time to Break the Mold. Lanham, MD: Rowman & Littlefield 2013, ISBN 1-4758-0240-4